# 240-е годы
240-е (две́сти сороковы́е) го́ды по юлианскому календарю — промежуток времени с 1 января 240 года по 31 декабря 249 года, включающий 240 год 4-го десятилетия   и с 241 по 249 годы    5-го десятилетия III века 1-го тысячелетия.  Они закончились 1776 лет назад.

## Важнейшие события
- Середина 240-х годов — война императора Филиппа с готами и другими европейскими племенами.
- 240-е годы — римские гарнизоны выведены из Боспорского царства.
- Вторая половина 240-х годов — царь Армении Хосров I продолжил войну с персами. Хосров убит во время охоты наёмником персов.
- Ок. 250 — царь Аксума Афилас.
- Ок. 250 — начало Раннего Классического периода майя.[1][2][3][4]